# Mi Leporis
Mi Leporis (μ Lep) – gwiazda w gwiazdozbiorze Zająca, znajdująca się w odległości około 186 lat świetlnych od Słońca.

## Charakterystyka
Jest to gorąca błękitna gwiazda należąca do typu widmowego B, sklasyfikowana jako podolbrzym, ale będąca raczej gwiazdą ciągu głównego. Ma temperaturę 12 600 K i jest 256 razy jaśniejsza od Słońca, co pozwala obliczyć, że jej promień jest 3,4 raza większy niż promień Słońca, a masa 3,75 raza większa niż masa Słońca. Przy takiej masie reakcje syntezy wodoru w hel w jej jądrze będą trwały około 220 milionów lat; obecnie Mi Leporis jest w połowie tego okresu. Jest to gwiazda osobliwa chemicznie, wzbogacona m.in. w rtęć, mangan i europ, a zubożona m.in. w wapń. Jest to wynikiem separacji pierwiastków w spokojnej atmosferze wolno rotującej gwiazdy. Została zaliczona do gwiazd zmiennych typu Alfa² Canum Venaticorum, jednak zmienność (rzekomo 2,97–3,36m) nie jest potwierdzona, a pomiary nie wskazują na obecność pola magnetycznego, jakie cechuje te gwiazdy.
Mi Leporis cechuje znaczna emisja promieniowania rentgenowskiego, nieoczekiwana u gwiazdy tego typu. Źródło promieniowania jest przesunięte względem obserwowanej pozycji gwiazdy i może nim być niezaobserwowany bezpośrednio towarzysz Mi Leporis, być może będący jeszcze na etapie formowania się. Położenie źródła emisji rentgenowskiej sugeruje odległość około 53 au od głównej gwiazdy, co pozwala ocenić na podstawie praw Keplera okres obiegu hipotetycznego towarzysza na około 200 lat.